# Dietmar Köhlbichler
Dietmar Köhlbichler (ur. 13 września 1963 r.) – austriacki narciarz alpejski. Nie startował na igrzyskach olimpijskich ani mistrzostwach świata. Najlepsze wyniki w Pucharze Świata osiągnął w sezonie 1986/1987, kiedy to zajął 29. miejsce w klasyfikacji generalnej, a w klasyfikacji slalomu był siódmy.

## Sukcesy

### Puchar Świata

#### Miejsca w klasyfikacji generalnej
- 1984/1985 – 106.
- 1985/1986 – 33.
- 1986/1987 – 29.
- 1987/1988 – 43.

#### Miejsca na podium
1. Kitzbühel – 19 stycznia 1986 (slalom) – 3. miejsce
2. Wengen – 18 stycznia 1987 (slalom) – 2. miejsce